# Società Sportiva Banco di Roma 1982-1983
Questa voce raccoglie le informazioni riguardanti la Società Sportiva Banco di Roma nelle competizioni ufficiali della stagione 1982-1983.

## Rosa
| N. |                   | Ruolo | Calciatore        |
| -- | ----------------- | ----- | ----------------- |
|    | Italia (bandiera) | P     | Igor Jankole      |
|    | Italia (bandiera) | P     | Andrea Magnani    |
|    | Italia (bandiera) | D     | Stefano Astolfi   |
|    | Italia (bandiera) | D     | Manlio Barraco    |
|    | Italia (bandiera) | D     | Fabio Cardaio     |
|    | Italia (bandiera) | D     | Antonio Di Curzio |
|    | Italia (bandiera) | D     | Maurizio Mannino  |
|    | Italia (bandiera) | C     | Leonardo Acori    |
|    | Italia (bandiera) | C     | Paolo Borelli     |
|    | Italia (bandiera) | C     | Franco Bratzu     |
|    | Italia (bandiera) | C     | Nicola Caputo     |

| N. |                   | Ruolo | Calciatore          |
| -- | ----------------- | ----- | ------------------- |
|    | Italia (bandiera) | C     | Sergio De Luca      |
|    | Italia (bandiera) | C     | Franco Frattali     |
|    | Italia (bandiera) | C     | Fabrizio Giovannoni |
|    | Italia (bandiera) | C     | Giulio Missiroli    |
|    | Italia (bandiera) | C     | Rocco Pagano        |
|    | Italia (bandiera) | A     | Marco Bozzi         |
|    | Italia (bandiera) | A     | Fiorenzo Castellani |
|    | Italia (bandiera) | A     | Nicolino Di Renzo   |
|    | Italia (bandiera) | A     | Mauro La Salvia     |
|    | Italia (bandiera) |       | Calcaterra          |
|    | Italia (bandiera) |       | Iceti               |